# One of the Boys (álbum)
One of the Boys —en español: Uno de los chicos — es el  álbum debut de la cantante y compositora estadounidense Katy Perry, publicado bajo su nombre artístico actual. El álbum fue lanzado a la venta el 17 de junio de 2008 por la compañía discográfica Capitol Records, una división de EMI Music. El material musical contiene géneros pop y rock pop con influencias de teen pop. El álbum fue muy exitoso en América del Norte y en otros países convirtiendo a Perry en un nuevo icono de la música pop.
El álbum publicó cuatro sencillos, como "I kissed a girl", "Hot N Cold", "Thinking of You" y "Waking Up in Vegas", los cuales fueron grandes éxitos en Norteamérica, Europa y Oceanía. Los sencillos de "I kissed a girl" y "Hot N Cold", fueron los grandes éxitos mundiales que le dieron a Perry un gran salto a la fama. Los anteriores sencillos, fueron certificados como disco de platino y disco de oro. Cada uno de ellos contó con un videoclip que se mantuvieron en las primeras posiciones en diferentes cadenas de televisión musical en varios países.
Para la producción del álbum, Perry trabajó, especialmente, con los productores Greg Wells, Dr. Luke y Glen Ballard. Perry mencionaba que estaba tan afortunada de trabajar con un gran equipo de producción. En su mayoría, las canciones son escritas por Perry en la forma que expresa de donde viene ella como persona.
El álbum ha sido un gran éxito a nivel mundial, obteniendo ventas de 4 millones de copias. Para su promoción, Perry organiza su primera gira mundial llamada Hello Katy Tour, comenzando en el año 2009 para promocionar entonces su álbum debut. La gira comenzó en Norteamérica y así realizándose en Europa, Oceanía y Asia. Anteriormente realizó una gira en los Estados Unidos en el Warped Tour de 2008.

## Antecedentes
Perry ha indicado que ella había estado trabajando en One of the Boys, ya que ella tenía diecinueve años de edad. Durante la realización del álbum, Perry pasó por muchas luchas como la que se redujo de dos sellos discográficos y con dos discos canceladas. Durante este tiempo, Perry había "escrito entre los sesenta y cinco a setenta canciones". Perry colaboró con productores notables, como: Greg Wells, Dr. Luke, Dave Stewart, Max Martin y entre otros en el álbum. Perry coescribió cada canción en el álbum, así como escribió tres canciones de la misma.
Cuando se habla de las canciones del álbum, Perry dijo que lanzó el sencillo "Ur So Gay" como una introducción al disco:

El álbum tendrá una gran cantidad de las mismas características, sin embargo. Habrá un montón de cuentos, porque las letras son importantes para mí. Hay algunas canciones que te hacen llorar, pero hay otros que te hacen bailar y cantar. Cada canción está en el disco por una razón específica.
Katy Perry.

Una vez de haber firmado con Capitol Records, la cabeza principal de la discográfica Jason Flom empezó a convencer a Dr. Luke para que volviera al estudio de grabación con Perry, quien anteriormente había trabajado con ella en Columbia Records, pero nunca había terminado lo que había empezado. Junto con Max Martin quien escribió y grabó "I kissed a girl" y "Hot N Cold". Perry entonces colaboró de nuevo con Greg Wells, quien también había trabajado en el anterior álbum en Columbia, empezaron a escribir y grabar "Ur So Gay" y "Mannequin". De acuerdo a la entrevista de Chris Anokute de A&R con Perry, terminaron con cinco nuevas canciones y luego eligieron las seis mejores canciones del álbum de Columbia Records, dejado de lado para compilar con el álbum.

## Recepción

### Crítica
En Metacritic, que asigna una calificación normalizada de 100 a comentarios de la prensa dominante, el álbum ha recibido una puntuación media de 47, a partir de 18 comentarios.
El álbum recibió críticas positivas de la revista Billboard que afirmó, "no desde Jagged Little Pill tiene un álbum de debut tan lleno de hits potenciales."
Más a menudo, la recepción crítica osciló entre mixto a comentarios negativos. Stephen Thomas Erlewine de Allmusic Guide le dio al álbum dos de cinco estrellas, observando que el álbum "se hunde en craso, profundidades de cobardia que a su vez One of The Boys en un emblema de lo grotesco de todos los excesos miserable de esta década." En el álbum, Uncut escribió "Gwen Stefani debe estar nerviosa". mientras Slant Magazine escribió que "Perry no posee la suavidad o cualidades vocales para seguir adelante, y la canción es como No Doubt," Just A Girl sin personalidad y convicción". La NME escribió que "Madonna y Pérez Hilton Puede ser fanáticos, entonces, pero si usted tiene incluso un paso interés en realidad disfrutando de un récord, no compre uno de estos".

### Comercial
El álbum consiguió buenas posiciones en varias listas musicales de diferentes países. La IFPI informó, a finales del 2008, que el disco fue el trigésimo tercer álbum más vendido en todo el mundo en ese mismo año. En los Estados Unidos alcanzó su máxima posición en el número 9 en la lista del Billboard 200, vendiendo 47.000 copias durante su primera semana de lanzamiento. Posteriormente, obtuvo una certificación de disco de platino por parte de la empresa de certificaciones de ese país, RIAA. Hasta agosto de 2015, "One Of The Boys" había vendido 1 690 000 copias en ese territorio, de acuerdo al sistema de información Nielsen SoundScan. En Canadá obtuvo el puesto 6 en la lista de Canadian Hot 100, consiguiendo doble disco de platino como certificación por la CRIA, y con más de ciento sesenta mil discos vendidos. En América Latina, tuvo éxito solo en Brasil siendo certificada con disco de platino, y con sesenta mil copias vendidas.
En Europa también logró un éxito rotundo. Entró en la posición número 10 en la lista general de ese continente en el European Albums de Billboard, siendo certificada con doble disco de platino. En Reino Unido, fue muy exitoso, alcanzó el puesto número 11 en la lista de UK Album Charts y permaneciendo en repertorio durante quince semanas consecutivas, y siendo certificada con disco de platino por la empresa certificadora BIP. En Francia tuvo buena reputación, entró en el repertorio al décimo puesto, logrando más de cien mil ventas y siendo otorgada con la certificación de disco de platino por la certificadora francesa SNEP.

## Lista de canciones
| N.º   | Título                 | Producer(s)           | Duración |  |
| 1.    | «One of the Boys»      | Butch Walker          | 4:07     |  |
| 2.    | «I Kissed a Girl»      | Dr. Luke Benny Blanco | 3:00     |  |
| 3.    | «Waking Up in Vegas»   | Greg Wells Perry      | 3:20     |  |
| 4.    | «Thinking of You»      | Walker                | 4:06     |  |
| 5.    | «Mannequin»            | Wells                 | 3:17     |  |
| 6.    | «Ur So Gay»            | Wells                 | 3:37     |  |
| 7.    | «Hot n Cold»           | Dr. Luke Blanco       | 3:40     |  |
| 8.    | «If You Can Afford Me» | S*A*M and Sluggo      | 3:19     |  |
| 9.    | «Lost»                 | Bruner                | 4:15     |  |
| 10.   | «Self Inflicted»       | Cutler Preven         | 3:25     |  |
| 11.   | «I'm Still Breathing»  | Stewart               | 3:48     |  |
| 12.   | «Fingerprints»         | Wells                 | 3:44     |  |
| 43:38 |                        |                       |          |  |

| Walmart special edition bonus download and France digital bonus track |                   |             |          |  |
| N.º                                                                   | Título            | Producer(s) | Duración |  |
| 13.                                                                   | «A Cup of Coffee» | Ballard     | 4:12     |  |
| 47:50                                                                 |                   |             |          |  |

| Japanese edition bonus tracks |                                |                 |          |  |
| N.º                           | Título                         | Producer(s)     | Duración |  |
| 13.                           | «I Kissed a Girl» (rock remix) | Dr. Luke Blanco | 3:01     |  |
| 14.                           | «A Cup of Coffee»              | Ballard         | 4:12     |  |
| 50:51                         |                                |                 |          |  |

| US iTunes and Middle Eastern digital bonus track |                     |             |          |  |
| N.º                                              | Título              | Producer(s) | Duración |  |
| 13.                                              | «I Think I'm Ready» | Bruner      | 2:36     |  |
| 46:14                                            |                     |             |          |  |

| iTunes deluxe edition bonus tracks |                                 |                 |          |  |
| N.º                                | Título                          | Producer(s)     | Duración |  |
| 14.                                | «I Kissed a Girl» (rock remix)  | Dr. Luke Blanco | 2:56     |  |
| 15.                                | «I Kissed a Girl» (music video) |                 | 3:05     |  |
| 52:15                              |                                 |                 |          |  |

| New edition bonus tracks (Japanese / Korean) |                                                  |             |          |  |
| N.º                                          | Título                                           | Producer(s) | Duración |  |
| 13.                                          | «Hot n Cold» (Manhattan Clique remix radio edit) | Dr. Luke    | 3:52     |  |
| 14.                                          | «I Kissed a Girl» (Morgan Page remix – main)     | Dr. Luke    | 4:03     |  |
| 15.                                          | «I Kissed a Girl» (music video)                  |             | 3:10     |  |
| 16.                                          | «Hot n Cold» (music video)                       |             | 3:48     |  |
| 17.                                          | «Thinking of You» (music video)                  |             | 4:07     |  |
| 1:02:38                                      |                                                  |             |          |  |

| 15th Anniversary Edition |                                                 |             |          |  |
| N.º                      | Título                                          | Producer(s) | Duración |  |
| 13.                      | «A Cup of Coffee» (Remixed / Remastered 2023)   | Ballard     | 4:16     |  |
| 14.                      | «I Think I'm Ready» (Remixed / Remastered 2023) | Bruner      | 2:36     |  |
| 50:30                    |                                                 |             |          |  |

| Platinum vinyl edition: Bonus remix EP |                                                            |             |          |  |
| N.º                                    | Título                                                     | Producer(s) | Duración |  |
| 1.                                     | «I Kissed a Girl» (Dr. Luke & Benny Blanco extended remix) | Dr. Luke    | 6:05     |  |
| 2.                                     | «I Kissed a Girl» (the Knocks remix)                       | Dr. Luke    | 4:36     |  |
| 3.                                     | «I Kissed a Girl» (Norman & Atalla main mix)               | Dr. Luke    | 3:42     |  |
| 4.                                     | «I Kissed a Girl» (Morgan Page main mix)                   | Dr. Luke    | 4:03     |  |
| 5.                                     | «Hot n Cold» (Innerpartysystem main mix)                   | Dr. Luke    | 4:37     |  |
| 6.                                     | «Hot n Cold» (Bimbo Jones remix radio edit)                | Dr. Luke    | 3:50     |  |
| 7.                                     | «Hot n Cold» (Manhattan Clique long edit)                  | Dr. Luke    | 4:38     |  |
| 8.                                     | «Hot n Cold» (Yelle remix)                                 | Dr. Luke    | 6:03     |  |
| 37:34                                  |                                                            |             |          |  |

| Platinum Australian tour edition: Disc 2 / The Hello Katy Australian Tour EP |                                                              |             |          |  |
| N.º                                                                          | Título                                                       | Producer(s) | Duración |  |
| 1.                                                                           | «Electric Feel» (live @ Jo Whiley's BBC Radio 1 Live Lounge) | Wells       | 3:30     |  |
| 2.                                                                           | «Black and Gold» (live on Nova 100FM, Melbourne)             | Wells       | 3:26     |  |
| 3.                                                                           | «I Think I'm Ready»                                          | Bruner      | 2:37     |  |
| 4.                                                                           | «Thinking of You» (acoustic version)                         | Walker      | 4:51     |  |
| 5.                                                                           | «Waking Up in Vegas» (Calvin Harris remix edit)              | Wells       | 3:43     |  |
| 6.                                                                           | «I Kissed a Girl» (Dr. Luke & Benny Blanco remix)            | Dr. Luke    | 3:29     |  |
| 7.                                                                           | «Hot n Cold» (Bimbo Jones remix radio edit)                  | Dr. Luke    | 3:50     |  |
| 8.                                                                           | «Ur So Gay» (DJ Skeet Skeet & Cory Enemy remix)              | Wells       | 4:00     |  |
| 29:26                                                                        |                                                              |             |          |  |

## Listas musicales de álbumes
| Canadá         | Canadian Albums Chart | 6 |
| Estados Unidos | Billboard 200         | 9 |
| México         | Mexico Albums Chart   | 9 |

| Alemania     | German Albums Chart     | 7  |
| Austria      | Austrian Albums Chart   | 6  |
| Bélgica      | Belgian Albums Chart    | 24 |
| Dinamarca    | Danish Albums Chart     | 4  |
| Francia      | France Albums Chart     | 10 |
| Finlandia    | Finnish Albums Chart    | 13 |
| Hungría      | Hungarian Albums Chart  | 37 |
| Noruega      | Norwegian Albums Chart  | 7  |
| Países Bajos | Dutch Albums Chart      | 32 |
| Polonia      | Polish Albums Chart     | 7  |
| Reino Unido  | UK Albums Chart         | 11 |
| Suecia       | Swedish Albums Chart    | 19 |
| Suiza        | Swiss Albums Chart      | 6  |
| Europa       | European Top 100 Albums | 10 |

| Australia     | Australian Albums Chart | 11 |
| Nueva Zelanda | NZ Albums Chart         | 17 |

| Alemania       | IFPI  | Disco de Oro     |
| Australia      | ARIA  | 2 x multiplatino |
| Austria        | IFPI  | Disco de platino |
| Bélgica        | IFPI  | Disco de oro     |
| Brasil         | ABPD  | Disco de platino |
| Canadá         | CRIA  | 2 x multiplatino |
| Dinamarca      | IFPI  | Disco de oro     |
| Europa         | IFPI  | Disco de platino |
| Francia        | SNEP  | 2x de platino    |
| Irlanda        | IRMA  | Disco de platino |
| Nueva Zelanda  | RIANZ | Disco de oro     |
| Suecia         | IFPI  | Disco de oro     |
| Suiza          | IFPI  | Disco de oro     |
| Reino Unido    | BIP   | Disco de platino |
| Estados Unidos | RIAA  | Disco de platino |

## Créditos y personal

### Créditos de producción
| - Producción ejecutiva: Katy Perry. - Coordinación de producción: Gary "G" Silver. - Productores: Katy Perry, Benny Blanco, Michael Caffery, Anne Preven, SAM, Sluggo, Dave Stewart, Butch Walker y Greg Wells. - Compositores: Katy Perry, Ted Bruner, Andreas Carlsson, Desmond Child, Scott Cutler, Cathy Dennis, Lukasz "Doctor Luke" Gottwald, Sam Hollander, David Katz, Max Martin, Anne Preven, Dave Stewart y Greg Wells. - Ingenieros de audio: Nick Banns, Doug Boehm, Michael Caffery, Ned Douglas, Aniela Gottwald, Sean Gould, Paul David Hager, Bill Malina, Greg Wells y Emily Wright. - Ingenieros de audio y ayudantes de audio: Michael Caffery y Mike Fennel | - Programación musical: Benny Blanco, Jeff Bova, Daniel Chase, Ned Douglas, Sam Hollander y Dave Katz. - Mezcla de audio: John Hanes y Joe Zook. - Dirección artística: Ed Sherman. - Ilustraciones y diseño: Shayne Ivy. - Masterización: Brian "Big Bass" Gardener. - Fotografía: Michael Elins. |

### músicos
- Cathy Dennis
- Paul Bushnell
- Greg Wells
- Scott Cutler
- Sean Gould
- Dave Katz
- Max Martin
- Dave Stewart
- Daniel Chase
- Benny Blanco
- Michael Caffery
- Darren Dodd
- Mike Fennel
- Steven Wolf
- Butch Walker